# Halo (automobilismo)

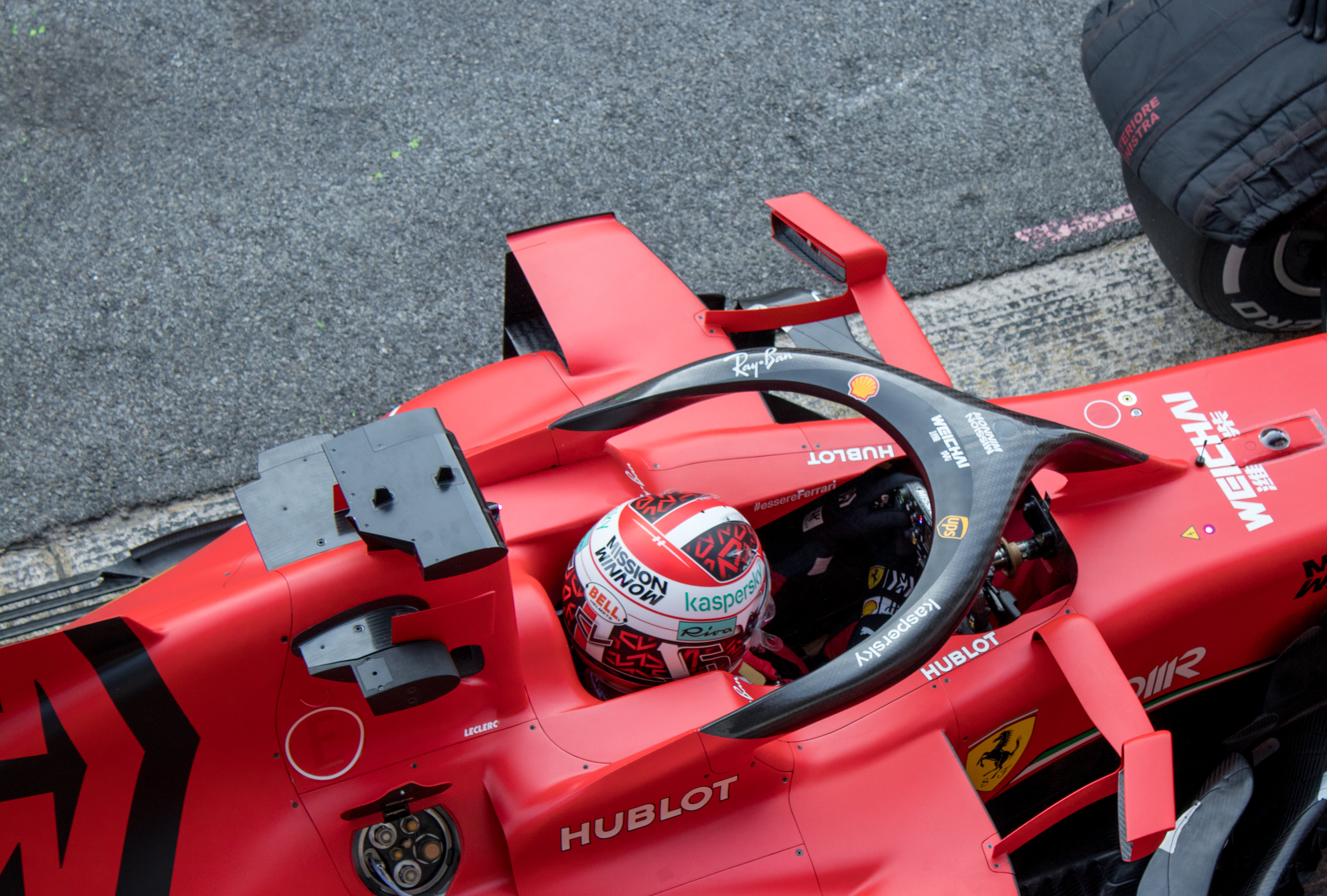
Il sistema Halo sulla Ferrari SF1000 di Charles Leclerc durante i test F1 prestagionali del febbraio 2020

L'Halo è un sistema di protezione usato nelle serie formula della Federazione Internazionale dell'Automobile (FIA) e che consiste in una barra curva posta a protezione della testa del pilota.
Il sistema è stato sperimentato per la prima volta nel 2015, diventando obbligatorio secondo omologazione e regolamento FIA dal 2018. I primi test con i prototipi dotati del sistema sono stati effettuati nel 2016 e nel luglio 2017. Dalla stagione 2018 la FIA ha reso obbligatorio l'Halo su ogni veicolo in Formula 1, Formula E e Formula 2, poi in Formula 3 nel 2019 e infine in Formula 4 a partire dal 2021 come nuova misura di sicurezza.

## Costruzione
Il sistema è costituito da una staffa che circonda la testa del conducente ed è collegata in tre punti al telaio del veicolo. Il componente è realizzato in titanio e pesava circa 7 chilogrammi nella versione presentata nel 2016. Il peso è salito a 9 chilogrammi nel 2017.
Il sistema non è sviluppato dai team, ma viene realizzato da un produttore esterno scelto dalla FIA ed è uguale per tutti i veicoli.
In una simulazione effettuata dalla FIA, utilizzando i dati di 40 incidenti reali, l'uso del sistema ha portato ad un aumento del 17% del tasso di sopravvivenza del pilota.

## Storia e sviluppo

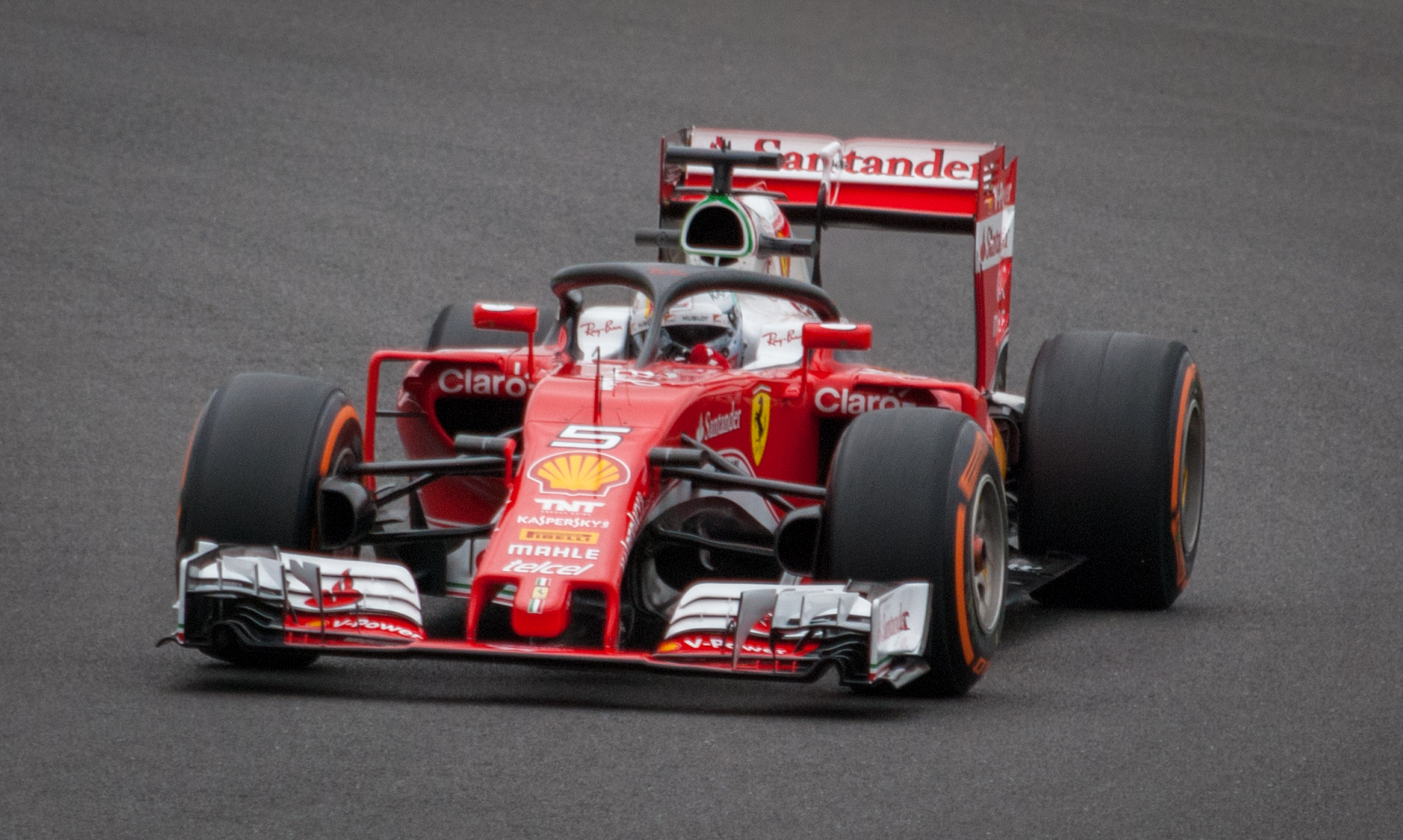
Sebastian Vettel, nelle prove libere del Gran Premio di Gran Bretagna 2016, testa sulla Ferrari SF16-H il prototipo Halo2 che prefigurerà la versione definitiva dell'Halo

Il sistema Halo si basa su un progetto della scuderia Mercedes; il lavoro di sviluppo del simulatore è stato eseguito da Anthony Davidson. Dopo un ritardo di un anno, nel gennaio 2017 la FIA ha annunciato che lo sviluppo del sistema si era concluso ed era pronto all'utilizzo.
La FIA, sotto la direzione del responsabile della sicurezza Laurent Mekies, ha esaminato tre scenari fondamentali per il suo sviluppo: la collisione tra due veicoli, un contatto tra un veicolo e l'ambiente circostante, come le barriere, e le collisioni con veicoli e detriti. I test hanno dimostrato che l'Halo è in grado di ridurre in modo significativo il rischio di lesioni per il conducente. Inoltre, in molti casi, il sistema è stato in grado di evitare che il casco entrasse in contatto con una barriera utilizzando come riferimento una serie di incidenti già avvenuti. Durante lo studio dell'ultimo caso è stato appurato che il sistema Halo è in grado di deviare oggetti di grandi dimensioni e anche di fornire una maggiore protezione dai detriti più piccoli.
Il sistema non è utilizzato solo in Formula 1, ma anche in tutte le classi formula della FIA. Tuttavia, poiché i veicoli andranno riprogettati per introdurre questo sistema, per molte classi si dovrà aspettare la nuova generazione di monoposto per l'introduzione.
Nell'agosto 2017 è stata presentata la Dallara F2 2018, nuova monoposto del campionato di Formula 2, la prima a montare il sistema. A gennaio 2018 la Formula E ha presentato la nuova monoposto, nominata SRT05e, anch'essa dotata di Halo. Nel 2019 è stato adottato anche in Formula 3 e in tutti i campionati di Formula Regional.

## Sistemi alternativi
In alternativa all'Halo, fin dal 2016 la scuderia Red Bull aveva sviluppato l'Aeroscreen, simile a un cupolino, che non ha ricevuto molto interesse da parte della FIA. Al contrario, tale sistema venne approvato per le IndyCar Series, dov'è usato dal campionato 2020.
Dopo che i piloti avevano espresso la loro opposizione all'introduzione dell'Halo, la FIA ha sviluppato lo Shield, un parabrezza in cloruro di polivinile basato sul concetto dell'Aeroscreen. Sebastian Vettel è stato il primo e unico pilota a provare lo Shield: durante le prove libere del Gran Premio di Gran Bretagna 2017 il tedesco ha eseguito un solo giro con tale sistema, lamentandosi di una visione distorta e sfocata che gli impediva di guidare. La sua introduzione nel 2018 è stata successivamente esclusa, anche perché le squadre non avevano tempo sufficiente per provare e studiare lo Shield.

## Accoglienza
L'Halo ha inizialmente suscitato molte critiche tra gli addetti ai lavori, perlopiù di carattere estetico. Tra le voci più autorevoli, Niki Lauda affermò come questo sistema, a suo dire, snaturasse l'essenza stessa delle vetture da corsa; similmente scettico si era dimostrato al principio Lewis Hamilton il quale, in occasione dei test prestagionali 2016, lo aveva definito «la peggiore modifica nella storia della Formula 1», tuttavia facendo marcia indietro pochi mesi dopo a fronte degli innegabili vantaggi di sicurezza e anzi lamentandone la mancata adozione fin dalla successiva stagione 2017. Jackie Stewart, tra i pionieri della sicurezza in pista, accolse invece con favore il sistema paragonandolo all'introduzione a suo tempo delle cinture di sicurezza, che avevano suscitato le medesime critiche per poi diventare la norma anche sulle vetture di serie.
L'efficacia dell'Halo è stata attestata dall'analisi dei dati raccolti durante alcuni incidenti accaduti in Formula 1 negli anni immediatamente seguenti alla sua introduzione obbligatoria, tra i quali quello occorso a Charles Leclerc nel Gran Premio del Belgio 2018, in cui resse l'impatto con la monoposto di Fernando Alonso; ad Hamilton nel Gran Premio del Giappone 2019, in cui deviò lo specchietto incidentato proveniente dalla vettura di Leclerc; a Romain Grosjean nel Gran Premio del Bahrein 2020, resistendo all'urto con il guard rail a bordo pista; ancora ad Hamilton nel Gran Premio d'Italia 2021, in cui impedì che la ruota della monoposto di Max Verstappen impattasse rovinosamente contro la testa del britannico; a Zhou Guanyu durante il Gran Premio di Gran Bretagna 2022 dove, dopo il cedimento del roll-bar, l'Halo resse l'urto del ribaltamento della monoposto.
Oltre allo stesso Hamilton, anche Leclerc e Grosjean erano tra coloro che inizialmente si erano dichiarati contrari all'introduzione dell'Halo, ricredendosi dopo avere avuto salva la vita grazie a esso.